# Nature’s Light
Nature’s Light — одиннадцатый студийный альбом группы Blackmore's Night, выпущенный 12 марта 2021 года.

## Список композиций
Слова и музыка всех песен — Ричи Блэкмора и Кэндис Найт, кроме отмеченных.
| №                   | Название                                    | Автор(ы)                      | Длительность |
| ------------------- | ------------------------------------------- | ----------------------------- | ------------ |
| 1.                  | «Once Upon December»                        |                               | 3:09         |
| 2.                  | «Four Winds»                                |                               | 3:02         |
| 3.                  | «Feather in the Wind»                       |                               | 4:30         |
| 4.                  | «Darker Shade of Black»                     | Блэкмор                       | 6:05         |
| 5.                  | «The Twisted Oak»                           |                               | 4:18         |
| 6.                  | «Nature's Light»                            |                               | 4:30         |
| 7.                  | «Der letzte Musketier» (The Last Musketeer) | Блэкмор                       | 4:58         |
| 8.                  | «Wish You Were Here (2021)»                 | Тейо Олаив Лескела            | 5:04         |
| 9.                  | «Going to the Faire»                        |                               | 4:34         |
| 10.                 | «Second Element» (кавер Сары Брайтман)      | Питерсен/Пирс/Мейнсснер/Шварц | 6:05         |
| Общая длительность: | Общая длительность:                         | Общая длительность:           | 46:19        |

## Участники записи
- Ричи Блэкмор — акустическая и электрическая гитары, колёсная лира, никельхарпа, мандола
- Кэндис Найт — ведущий и гармонический вокалы[англ.], духовые, тамбурин
- Отэм и Рори Блэкморы — бэк-вокалы
- Бард Дэвид из Ларчмонта (Дэвид Барановски[2]) — клавишные, бэк-вокал
- Исполнительный продюсер — Ричи Блэкмор
- Ассистент продюсера / звукорежиссёр / оркестровые аранжировки — Пэт Риган

## Чарты
| Чарт (2021)                     | Высшая позиция |
| ------------------------------- | -------------- |
| Австрия (Ö3 Austria)            | 14             |
| Бельгия/Фландрия (Ultratop)     | 63             |
| Бельгия/Валлония (Ultratop)     | 101            |
| Германия (Offizielle Top 100)   | 7              |
| Швеция (Sverigetopplistan)      | 10             |
| Швейцария (Schweizer Hitparade) | 22             |